# عشيبية لولبية حديثة كنارية
عشيبية لولبية حديثة كنارية (الاسم العلمي: Herbaspirillum canariense) هي نوع من البكتيريا، سلبية الغرام، تتبع العشبية حليزنية.